# Necrópolis de Santa Mariña
La Necrópolis de Santa Mariña se extiende por el monte del mismo nombre, en la confluencia de tres ayuntamientos: O Incio (parroquia de Santa Cristina de Viso), Samos (parroquias de Santiago de Formigueiros y Santa María de Suñiz) y Sarria (parroquia de San Martiño de Loureiro) (Provincia de Lugo, España). Fue declarado Bien de Interés Cultural en 2006.

## Características
La necrópolis fue construida a lo largo de un amplio intervalo temporal, que se puede ubicar entre el Neolítico Final y el Bronce Inicial (entre el IV y el II milenio a. C.), erigiéndose como una de las más relevantes concentraciones de arquitecturas tumulares de todo el NW peninsular. Este carácter notable, viene dado, no solo por el elevado número de elementos que la conforman, sino también por la heterogeneidad o diversidad que presenta tanto en sus dimensiones y en los restos de las antas que resultan hoy en día visibles, como en la ocupación del espacio funerario, que implica, entre otras cosas, que en varios casos la construcción de un monumento se realice prácticamente sobre la periferia de la masa tumular de otro, o la existencia de un emplazamiento jerárquico en el caso de tres elementos, desde los que son percibidos la mitad de los integrantes de la necrópolis. 
Están identificados un total de cuarenta y cuatro yacimientos o elementos arqueológicos, correspondiendo cuarenta de ellos a monumentos tumulares o medorras, nombre este último con el que se designa en la zona a esta categoría de yacimientos, tres a grabados rupestres y un elemento adscribible cuando menos a época moderna (camino real).